# Chorebus chenopodii
Chorebus chenopodii är en stekelart som beskrevs av Griffiths 1984. Chorebus chenopodii ingår i släktet Chorebus och familjen bracksteklar. Inga underarter finns listade i Catalogue of Life.